# 王琴宝
王琴宝，中国电影演员。上海市上海县人，原为上海市歌剧院演员。1979年初登银幕，在长影影片《小字辈》中饰保育员小兰。1980年，在珠影的《梅花巾》中一人饰演少女和中年时期的白梅、红梅两个双胞胎角色，人物性格鲜明，出现在各种影视杂志封面。后在电影《乡情》、《喜鹊岭茶歌》、《蓝盾保险箱》、《愁眉笑脸》中担任主要角色。现居日本。

## 主要作品
- 愁眉笑脸 (1984)  饰 何贞贞
- 蓝盾保险箱 (1983)  饰 金妹
- 喜鹊岭茶歌 (1982)  饰 茶花
- 乡情 (1981) 饰 莉莉
- 梅花巾 (1980)  饰 白梅、红梅
- 小字辈 (1979)  饰 小兰